# Ilion (Nowy Jork)
Ilion – wieś w Stanach Zjednoczonych, w stanie Nowy Jork, w hrabstwie Herkimer.